# Hydroxycarbamide
Hydroxycarbamide, hay còn được gọi là hydroxyurea, là một loại thuốc được sử dụng trong điều trị bệnh hồng cầu hình liềm, bệnh bạch cầu myelogenous mãn tính, ung thư cổ tử cung và bệnh đa hồng cầu nguyên phát. Nếu sử dụng để điều trị bệnh hồng cầu hình liềm, chúng sẽ giảm số lượng các đợt tấn công. Thuốc được dùng bằng đường uống.
Các tác dụng phụ thường gặp có thể kể đến ức chế tủy xương, sốt, chán ăn, các vấn đề về tâm thần, khó thở và đau đầu. Cũng có các mối quan ngại rằng chúng có thể làm tăng nguy cơ ung thư sau này. Sử dụng trong khi mang thai thường có hại cho em bé. Hydroxycarbamide thuộc họ thuốc chống ung thư. Người ta cho rằng cơ chế hoạt động của thuốc là ngăn chặn quá trình tổng hợp DNA.
Hydroxycarbamide đã được phê duyệt để sử dụng y tế tại Hoa Kỳ vào năm 1967. Nó nằm trong danh sách các thuốc thiết yếu của Tổ chức Y tế Thế giới, tức là nhóm các loại thuốc hiệu quả và an toàn nhất cần thiết trong một hệ thống y tế. Hydroxycarbamide có sẵn dưới dạng thuốc gốc. Chi phí bán buôn ở các nước đang phát triển là khoảng 0,35-0,47 USD mỗi ngày. Tại Hoa Kỳ, chi phí là trên dưới 25 USD một tháng.